# Lac de Saint-Martial
Le lac de Saint-Martial est un lac artificiel de France situé à 800 mètres d'altitude sur la commune de Saint-Martial, dans le département de l'Ardèche.

## Description
Le lac de Saint-Martial est situé sur l'emplacement d'un ancien lac ayant rempli un maar et qui s'est vidangé lors de l'ouverture d'un exutoire naturel approximativement entre 1688 et 1738. C'est en 1974 qu'une retenue est construite afin d'augmenter le potentiel touristique de la région. Sa profondeur maximale est de 11,5 mètres, pour une superficie de 13 hectares. Les eaux du trop-plein sont déversées vers la rivière Escoutay, un sous-affluent de l'Eyrieux. Le plan d'eau est principalement utilisé pour des activités aquatiques et la pêche.

## Villes alentour
- Saint-Martial
- Borée
- Arcens

## Tourisme
En dehors des activités aquatiques et nautiques, le site propose un sentier botanique et des départs de randonnées pédestres, équestres ou à vélo. Ceux-ci permettent d'observer le mont Mézenc et le mont Gerbier de Jonc qui se trouvent à proximité.